# الولايات المتحدة في دورة الألعاب البارالمبية الشتوية 2022
شاركت الولايات المتحدة في دورة الألعاب البارالمبية الشتوية لعام ٢٠٢٢ في بيجينغ، الصين، والتي أُقيمت بين ٤–١٣ آذار ٢٠٢٢. شارك ما مجموعه ٦٥ رياضيًا في ست رياضات. وكانت ثاني أكبر بعثة مشاركة في الألعاب بعد الدولة المضيفة، الصين. وقد مثّل رياضة هوكي الجليد البارالمبي أكبر عدد من الرياضيين، حيث بلغ عددهم ١٧ رياضيًا.
شغلت جولي دوسليير منصب رئيسة البعثة. وكان تايلر كارتر ودانيل أمستيد حاملَي العلم خلال حفل الافتتاح. أما كيث غيبل فكان حامل العلم خلال حفل الختام.

## الفائزون بالميداليات
فيما يلي الرياضيون من الولايات المتحدة الذين فازوا بميداليات في الألعاب. في الأقسام حسب الرياضة أدناه، تم تمييز أسماء الفائزين بالميداليات بالخط العريض.
عدد الميداليات حسب الرياضة
| الرياضة                   | ذهب | فضة | برونز | المجموع |
| ------------------------- | --- | --- | ----- | ------- |
| البياثلون                 | ٣   | ٢   | ١     | ٦       |
| التزلج الريفي             | ١   | ٦   | ١     | ٨       |
| التزلج بالألواح على الثلج | ١   | ٢   | ١     | ٤       |
| هوكي الجليد البارالمبي    | ١   | ٠   | ٠     | ١       |
| التزلج الألبي             | ٠   | ١   | ٠     | ١       |
| المجموع                   | ٦   | ١١  | ٣     | ٢٠      |

عدد الميداليات حسب التاريخ
| اليوم   | التاريخ | ذهب | فضة | برونز | المجموع |
| ------- | ------- | --- | --- | ----- | ------- |
| ١       | ٥ آذار  | ١   | ٠   | ١     | ٢       |
| ٢       | ٦ آذار  | ٠   | ١   | ٠     | ١       |
| ٣       | ٧ آذار  | ٠   | ٤   | ١     | ٥       |
| ٤       | ٨ آذار  | ١   | ١   | ٠     | ٢       |
| ٥       | ٩ آذار  | ٠   | ٢   | ١     | ٣       |
| ٦       | ١٠ آذار | ٠   | ١   | ٠     | ١       |
| ٧       | ١١ آذار | ٢   | ١   | ٠     | ٣       |
| ٨       | ١٢ آذار | ٠   | ١   | ٠     | ١       |
| ٩       | ١٣ آذار | ٢   | ٠   | ٠     | ٢       |
| المجموع |         | ٦   | ١١  | ٣     | ٢٠      |

عدد الميداليات حسب الجنس
| الجنس   | ذهب | فضة | برونز | المجموع | النسبة المئوية |
| ------- | --- | --- | ----- | ------- | -------------- |
| ذكور    | ١   | ٥   | ٠     | ٦       | ٣٠٫٠٪          |
| إناث    | ٤   | ٦   | ٣     | ١٣      | ٦٥٫٠٪          |
| مختلط   | ١   | ٠   | ٠     | ١       | ٥٫٠٪           |
| المجموع | ٦   | ١١  | ٣     | ٢٠      | ١٠٠٪           |

الرياضيون الحاصلون على عدة ميداليات
| الاسم          | الرياضة                   | ذهب | فضة | برونز | المجموع |
| -------------- | ------------------------- | --- | --- | ----- | ------- |
| أوكسانا ماسترز | البياثلون / التزلج الريفي | ٣   | ٤   | ٠     | ٧       |
| جيك أديكوف     | التزلج الريفي             | ١   | ٢   | ٠     | ٣       |
| سام وود        | التزلج الريفي             | ١   | ٢   | ٠     | ٣       |
| كيندال غريتش   | البياثلون                 | ١   | ١   | ١     | ٣       |
| سيدني بيترسون  | التزلج الريفي             | ١   | ١   | ١     | ٣       |
| برينا هوكابي   | التزلج بالألواح على الثلج | ١   | ٠   | ١     | ٢       |

تفاصيل الميداليات
| الميدالية | الاسم                                                      | الرياضة                   | الحدث                          | التاريخ |
| --- | ---------------------------------------------------------- | ------------------------- | ------------------------------ | ------- |
| ذهب | أوكسانا ماسترز                                             | البياثلون                 | ٦ كلم جلوس - سيدات             | ٥ آذار  |
| ذهب | كيندال غريتش                                               | البياثلون                 | ١٠ كلم جلوس - سيدات            | ٨ آذار  |
| ذهب | أوكسانا ماسترز                                             | البياثلون                 | ١٢٫٥ كلم جلوس - سيدات          | ١١ آذار |
| ذهب | برينا هوكابي                                               | التزلج بالألواح على الثلج | التعرج البنكي - SB-LL2 - سيدات | ١١ آذار |
| ذهب | جيك أديكوف، أوكسانا ماسترز، سيدني بيترسون، الدليل: سام وود | التزلج الريفي             | تتابع مختلط ٤ × ٢٫٥ كلم        | ١٣ آذار |
| ذهب | منتخب الولايات المتحدة الوطني لهوكي الزلاجات للرجال        |                           |                                |         |
| رالف ديكويبك، ترافيس دودسون، ديفيد يوستيس، دكلن فارمر، نواه غروف، مالك جونز، غريفين لامار، جين لي، كيفن ماكي، جوش ميسيفيتش، إيفان نيكولز، جوش بولز، ريكو رومان، برودي رويبال، جاك والاس، جوزيف وودكي، كايل زايتش | هوكي الجليد البارالمبي                                     | البطولة المفتوحة          | ١٣ آذار                        |         |

| الميدالية | الاسم                       | الرياضة                   | الحدث                            | التاريخ |
| --------- | --------------------------- | ------------------------- | -------------------------------- | ------- |
| فضة       | أوكسانا ماسترز              | التزلج الريفي             | ١٢ كلم جلوس - سيدات              | ٦ آذار  |
| فضة       | جيك أديكوف، الدليل: سام وود | التزلج الريفي             | ٢٠ كلم كلاسيكي - رجال - ضعف بصري | ٧ آذار  |
| فضة       | سيدني بيترسون               | التزلج الريفي             | ١٥ كلم كلاسيكي - سيدات - واقف    | ٧ آذار  |
| فضة       | غاريت جيروس                 | التزلج بالألواح على الثلج | سباق كروس - SB-LL1 - رجال        | ٧ آذار  |
| فضة       | مايك شولتز                  | التزلج بالألواح على الثلج | سباق كروس - SB-LL2 - رجال        | ٧ آذار  |
| فضة       | أوكسانا ماسترز              | البياثلون                 | ١٠ كلم جلوس - سيدات              | ٨ آذار  |
| فضة       | جيك أديكوف، الدليل: سام وود | التزلج الريفي             | العدو السريع - رجال - ضعف بصري   | ٩ آذار  |
| فضة       | أوكسانا ماسترز              | التزلج الريفي             | العدو السريع - سيدات - جلوس      | ٩ آذار  |
| فضة       | توماس والش                  | التزلج الألبي             | التعرج الطويل - رجال - واقف      | ١٠ آذار |
| فضة       | كيندال غريتش                | البياثلون                 | ١٢٫٥ كلم جلوس - سيدات            | ١١ آذار |
| فضة       | أوكسانا ماسترز              | التزلج الريفي             | ٧٫٥ كلم جلوس - سيدات             | ١٢ آذار |
| برونز     | كيندال غريتش                | البياثلون                 | ٦ كلم جلوس - سيدات               | ٥ آذار  |
| برونز     | برينا هوكابي                | التزلج بالألواح على الثلج | سباق كروس - SB-LL2 - سيدات       | ٧ آذار  |
| برونز     | سيدني بيترسون               | التزلج الريفي             | العدو السريع - سيدات - واقف      | ٩ آذار  |

## المنافسين
القائمة التالية توضح عدد المنافسين المشاركين في الألعاب حسب الرياضة/التخصص.
| الرياضة                                | رجال | نساء | الإجمالي |
| -------------------------------------- | ---- | ---- | -------- |
| التزلج الألبي                          | ١٣   | ٣    | ١٦       |
| البياثلون                              | ٨    | ٧    | ١٥       |
| التزلج الريفي                          | —    | —    | —        |
| هوكي الجليد البارالمبي                 | ١٧   | ٠    | ١٧       |
| التزلج بالألواح على الثلج              | ٩    | ٣    | ١٢       |
| التزحلق بالكيرلنغ على الكراسي المتحركة | ٣    | ٢    | ٥        |
| الإجمالي                               | ٥٠   | ١٥   | ٦٥       |

## التزلج الألبي
شاركت الولايات المتحدة في التزلج الألبي.

## فئة الرجال
| الرياضي        | الفعالية             | التصنيف | الجولة الأولى الوقت | الجولة الأولى الترتيب | الجولة الثانية الوقت | الجولة الثانية الترتيب | الوقت الكلي | الترتيب الكلي |
| -------------- | -------------------- | ------- | ------------------- | --------------------- | -------------------- | ---------------------- | ----------- | ------------- |
| رافي دروجان    | التزلج النزولي، جلوس | LW12-2  | —                   | —                     | —                    | لم يُكمل السباق         | —           | لم يُكمل       |
| أندرو كوركا    | التزلج النزولي، جلوس | LW12-1  | ١:١٨٫٣٧             | ٤                     | —                    | —                      | —           | ٤             |
| تايلر كارتر    | التزلج النزولي، واقف | LW4     | —                   | —                     | ١:٢٨٫٧٨              | ٣١                     | —           | ٣١            |
| أندرو هاراجي   | التزلج النزولي، واقف | LW1     | ١:٢٠٫٢٥             | ١٥                    | —                    | —                      | —           | ١٥            |
| كونور هوغان    | التزلج النزولي، واقف | LW9-1   | ١:٢٣٫٨٩             | ٢٨                    | —                    | —                      | —           | ٢٨            |
| جيسي كيف       | التزلج النزولي، واقف | LW4     | ١:٢٢٫٤٨             | ٢٢                    | —                    | —                      | —           | ٢٢            |
| سبنسر وود      | التزلج النزولي، واقف | LW9-2   | ١:٢٠٫٥٥             | ١٦                    | —                    | —                      | —           | ١٦            |
| رافي دروجان    | سوبر-جي، جلوس        | LW12-2  | —                   | —                     | ١:١٨٫٧٩              | ١٧                     | —           | ١٧            |
| ديفيد ويليامز  | سوبر-جي، جلوس        | LW11    | —                   | —                     | —                    | لم يُكمل السباق         | —           | لم يُكمل       |
| تايلر كارتر    | سوبر-جي، واقف        | LW4     | —                   | —                     | —                    | لم يُكمل السباق         | —           | لم يُكمل       |
| أندرو هاراجي   | سوبر-جي، واقف        | LW1     | ١:١٤٫٦٧             | ١٧                    | —                    | —                      | —           | ١٧            |
| كونور هوغان    | سوبر-جي، واقف        | LW9-1   | —                   | —                     | —                    | لم يُكمل السباق         | —           | لم يُكمل       |
| توماس والش     | سوبر-جي، واقف        | LW4     | ١:١٤٫٥٥             | ١٥                    | —                    | —                      | —           | ١٥            |
| سبنسر وود      | سوبر-جي، واقف        | LW9-2   | ١:١٣٫٩٧             | ١٢                    | —                    | —                      | —           | ١٢            |
| رافي دروجان    | التزلج المدمج، جلوس  | LW12-2  | ١:١٩٫٩١             | ١٨                    | —                    | لم يُكمل السباق         | —           | —             |
| تايلر كارتر    | التزلج المدمج، واقف  | LW4     | ١:٢٢٫٧١             | ٢٩                    | —                    | لم يُكمل السباق         | —           | —             |
| أندرو هاراجي   | التزلج المدمج، واقف  | LW1     | —                   | —                     | —                    | لم يُكمل السباق         | —           | —             |
| جيسي كيف       | التزلج المدمج، واقف  | LW4     | ١:١٦٫٨١             | ٢٠                    | ٤٤٫٩٣                | ١٣                     | ٢:٠١٫٧٤     | ١٥            |
| توماس والش     | التزلج المدمج، واقف  | —       | ١:١٣٫٩٤             | ٨                     | ٤٠٫٩٤                | ٤                      | ١:٥٤٫٨٨     | ٤             |
| سبنسر وود      | التزلج المدمج، واقف  | LW9-2   | ١:١٤٫٨٨             | ١٢                    | ٤٥٫٢٢                | ١٥                     | ٢:٠٠٫١٠     | ١٤            |
| ياسمين بامبور  | التعرج الطويل، جلوس  | LW11    | ١:٠٧٫٨٠             | ٢٠                    | ١:٠٤٫٢٣              | ١٤                     | ٢:١٢٫٠٣     | ١٦            |
| ماثيو بروير    | التعرج الطويل، جلوس  | LW12-2  | ١:١٠٫٦٢             | ٢٦                    | ١:٠٨٫٨٢              | ٢٦                     | ٢:١٩٫٤٤     | ٢٥            |
| رافي دروجان    | التعرج الطويل، جلوس  | —       | ١:١١٫٢٦             | ٢٨                    | ١:٠٣٫٥٤              | ١١                     | ٢:١٤٫٨٠     | ٢٠            |
| روبرت إينيغل   | التعرج الطويل، جلوس  | LW12-1  | ١:٠٨٫٧٢             | ٢٢                    | ١:٠٦٫٢٨              | ٢٢                     | ٢:١٥٫٠٠     | ٢١            |
| ديفيد ويليامز  | التعرج الطويل، جلوس  | LW11    | —                   | —                     | —                    | لم يُكمل السباق         | —           | —             |
| تايلر كارتر    | التعرج الطويل، واقف  | LW4     | ١:١٣٫٣٢             | ٣٤                    | ١:١١٫٦٠              | ٣٣                     | ٢:٢٤٫٢٩     | ٣٣            |
| باتريك هالجورن | التعرج الطويل، واقف  | LW2     | ١:٠٧٫١٤             | ٢٦                    | ١:٠٤٫٩٠              | ٢٦                     | ٢:١٢٫٠٤     | ٢٦            |
| أندرو هاراجي   | التعرج الطويل، واقف  | LW1     | ١:٠٨٫١٩             | ٢٨                    | ١:٠٦٫١٤              | ٢٩                     | ٢:١٤٫٣٣     | ٢٨            |
| جيسي كيف       | التعرج الطويل، واقف  | LW4     | ١:٠٣٫٠٦             | ١٥                    | ١:٠١٫٤٨              | ١٥                     | ٢:٠٤٫٥٤     | ١٥            |
| توماس والش     | التعرج الطويل، واقف  | LW4     | ٥٧٫٦٠               | ١                     | ٥٧٫٨٤                | ٥                      | ١:٥٥٫٤٤     | —             |
| ياسمين بامبور  | التعرج المتعرج، جلوس | LW11    | ٥١٫٧٤               | ١٤                    | ٥٥٫١٦                | ٤                      | ١:٤٦٫٩٠     | ٨             |
| ماثيو بروير    | التعرج المتعرج، جلوس | LW12-2  | ٥٤٫٩٦               | ١٩                    | ١:٠٠٫٥٢              | ١٢                     | ١:٥٥٫٤٨     | ١٢            |
| رافي دروجان    | التعرج المتعرج، جلوس | —       | ٥٠٫٦٣               | ١٢                    | ١:٠٠٫٣٦              | ١١                     | ١:٥٠٫٩٩     | ١٠            |
| روبرت إينيغل   | التعرج المتعرج، جلوس | LW12-1  | ٥١٫٨٧               | ١٥                    | ١:١٩٫٨٢              | ١٥                     | ٢:١١٫٦٩     | ١٥            |
| كايل تولمان    | التعرج المتعرج، جلوس | LW11    | —                   | —                     | —                    | لم يُكمل السباق         | —           | —             |
| باتريك هالجورن | التعرج المتعرج، واقف | LW2     | ٥١٫٨٣               | ٣٠                    | ١:١١٫١٩              | ٢٦                     | ٢:٠٣٫٠٢     | ٢٤            |
| أندرو هاراجي   | التعرج المتعرج، واقف | LW1     | ٤٧٫٦٠               | ١٣                    | —                    | لم يُكمل السباق         | —           | —             |
| جيسي كيف       | التعرج المتعرج، واقف | LW4     | ٤٧٫٨١               | ١٤                    | ٥٦٫٦١                | ١٥                     | ١:٤٤٫٤٢     | ٩             |
| توماس والش     | التعرج المتعرج، واقف | LW4     | ٤٥٫٠٤               | ٧                     | ٥٣٫٦٦                | ٦                      | ١:٣٨٫٧٠     | ٦             |
| سبنسر وود      | التعرج المتعرج، واقف | LW9-2   | ٤٩٫٧٥               | ٢١                    | ٥٥٫٩٣                | ١٢                     |             |               |

## فئة النساء
| اللاعب/اللاعبة | المسابقة                | التصنيف | الزمن الجولة الأولى | الترتيب الجولة الأولى | الزمن الجولة الثانية | الترتيب الجولة الثانية | الزمن الإجمالي | الترتيب النهائي |
| -------------- | ----------------------- | ------- | ------------------- | --------------------- | -------------------- | ---------------------- | -------------- | --------------- |
| لوري ستيفنز    | هبوط منحدر، جلوس        | LW12-1  | —                   | —                     | —                    | انسحاب                 | —              | انسحاب          |
| آلي جونسون     | سوبر-جي، وقوف           | LW6/8-1 | —                   | —                     | ١:٣٩.٥٠              | ١٤                     | —              | ١٤              |
| آلي جونسون     | التراكب، وقوف           | LW6/8-1 | ١:٣٧.٥١             | ١٠                    | —                    | انسحاب                 | —              | انسحاب          |
| آلي جونسون     | التعرج الكبير، وقوف     | LW6/8-1 | ١:١٠.٣٧             | ١٥                    | ١:١٥.٣٨              | ١٢                     | ٢:٢٥.٧٥        | ١٢              |
| دانيل أومستيد  | التعرج الكبير، ضعف بصري | B2      | ١:١٥.٦٢             | ١٣                    | ١:١٨.٦٢              | ١٣                     | ٢:٣٤.٢٤        | ١٣              |
| آلي جونسون     | التعرج، وقوف            | LW6/8-1 | —                   | —                     | —                    | انسحاب                 | —              | انسحاب          |
| دانيل أومستيد  | التعرج، ضعف بصري        | B2      | —                   | —                     | —                    | انسحاب                 | —              | انسحاب          |

## البياثلون
شاركت الولايات المتحدة في رياضة البياثلون.

## فئة الرجال
| اللاعب       | المسابقة      | التصنيف | النسبة المئوية للتصنيف | الزمن   | الأخطاء | الزمن بعد التصحيح | الترتيب |
| ------------ | ------------- | ------- | ---------------------- | ------- | ------- | ----------------- | ------- |
| دانيال كنوسن | ٦ كلم جلوس    | LW12    | ١٠٠٪                   | 19:54.2 | 0       | —                 | 4       |
| آرون بايك    | LW11.5        | LW11.5  | ٩٦٪                    | 21:16.0 | 1       | 20:25.0           | 8       |
| روسلان رايتر | ٦ كلم واقف    | LW8     | ٩٦٪                    | 20:07.8 | 1       | 19:19.5           | 12      |
| درو شيا      | ٦ كلم واقف    | —       | —                      | 21:03.0 | 0       | 20:12.5           | 14      |
| دانيال كنوسن | ١٠ كلم جلوس   | LW12    | ١٠٠٪                   | 34:10.0 | 4       | —                 | 12      |
| آرون بايك    | LW11.5        | LW11.5  | ٩٦٪                    | 38:21.5 | 6       | 36:49.4           | 15      |
| روسلان رايتر | ١٠ كلم واقف   | LW8     | ٩٦٪                    | 39:42.0 | 3       | 38:06.7           | 12      |
| درو شيا      | ١٠ كلم واقف   | —       | —                      | 40:50.5 | 1       | 39:12.5           | 13      |
| دانيال كنوسن | ١٢٫٥ كلم جلوس | LW12    | ١٠٠٪                   | 42:46.9 | 1       | —                 | 7       |
| آرون بايك    | LW11.5        | LW11.5  | ٩٦٪                    | 45:07.3 | 2       | 43:19.0           | 9       |

## فئة النساء
| الرياضية       | الفعالية      | التصنيف | العامل  | الزمن   | الأخطاء | الزمن المعدل | الترتيب |
| -------------- | ------------- | ------- | ------- | ------- | ------- | ------------ | ------- |
| ليرا دوديرلاين | ٦ كلم جلوس    | LW12    | ١٠٠٪    | ٢٧:٢٦.٩ | ٢       | —            | ٩       |
| كيندال غريتش   | LW11.5        | ٩٦٪     | ٢٢:٤٧.٦ | ١       | ٢١:٥٢.٩ | —            |         |
| أوكسانا ماسترز | LW12          | ١٠٠٪    | ٢٠:٥١.٢ | ٠       | —       | —            |         |
| داني أرافيتش   | ٦ كلم واقف    | LW8     | ٩٦٪     | ٢٣:١٢.٦ | ٣       | ٢٢:١٦.٩      | ١٣      |
| ليرا دوديرلاين | ١٠ كلم جلوس   | LW12    | ١٠٠٪    | ٤٣:٥٢.٣ | ٢       | —            | ٩       |
| كيندال غريتش   | LW11.5        | ٩٦٪     | ٣٤:٤٤.٤ | ٠       | ٣٣:٢١.٠ | —            |         |
| أوكسانا ماسترز | LW12          | ١٠٠٪    | ٣٣:١٢.٣ | ١       | —       | —            |         |
| داني أرافيتش   | ١٠ كلم واقف   | LW8     | ٩٦٪     | ٤٤:٣٧.٥ | ٨       | ٤٢:٥٠.٤      | ١١      |
| كيندال غريتش   | ١٢.٥ كلم جلوس | LW11.5  | ٩٦٪     | ٤٤:٠٩.٧ | ٠       | ٤٢:٢٣.٧      | —       |
| أوكسانا ماسترز | LW12          | ١٠٠٪    | ٤٢:١٧.٩ | ١       | —       | —            |         |

## التزلج الريفي
شاركت الولايات المتحدة في التزلج الريفي.

## فئة الرجال
| الرياضي                         | الفعالية                | التصنيف | العامل  | الزمن   | الزمن المعدل | الترتيب |
| ------------------------------- | ----------------------- | ------- | ------- | ------- | ------------ | ------- |
| آرون بايك                       | ١٠ كلم جلوس             | LW11.5  | ٩٦٪     | ٣٧:١٤.٤ | ٣٥:٤٥.٠      | ١٢      |
| جوش سويني                       | LW12                    | ١٠٠٪    | ٣٩:٤١.٧ | —       | ٢٤           |         |
| روسلان رايتر                    | ١٢.٥ كلم حر واقف        | LW8     | ٩٦٪     | ٤٠:٤٤.٥ | ٣٩:٠٦.٧      | ١٠      |
| درو شيا                         |                         |         |         | ٤٥:٤٥.٧ | ٤٣:٥٥.٩      | ١٩      |
| جيك أديكوف، الدليل: سام وود     | ١٢.٥ كلم حر ضعف بصري    | B3      | ١٠٠٪    | ٣٤:٥٧.٦ | —            | ٦       |
| ماكس نلسون، الدليل: S. Hamilton |                         |         |         | ٣٩:٢٧.٣ | —            | ١٣      |
| دانيال كنوستن                   | ١٥ كلم جلوس             | LW12    | ١٠٠٪    | ٤٩:٢٢.٧ | —            | ٦       |
| جوش سويني                       |                         |         |         | ٥٤:٠٧.٧ | —            | ١٦      |
| جيك أديكوف، الدليل: سام وود     | ٢٠ كلم كلاسيكي ضعف بصري | B3      | ١٠٠٪    | ٥٨:٥٤.٤ | —            | —       |

| الرياضي        | الحدث               | التصنيف | العامل | الزمن     | الزمن المعدل | الترتيب |
| -------------- | ------------------- | ------- | ------ | --------- | ------------ | ------- |
| ليرا دوديرلاين | ٧٫٥ كلم جلوس        | LW12    | ١٠٠٪   | ٣٥:٢٧٫٨   | —            | ١٤      |
| كيندال غريتش   | —                   | LW11.5  | ٩٦٪    | ٢٨:٥٧٫٣   | ٢٧:٤٧٫٨      | ٦       |
| إيرين مارتن    | —                   | LW10    | ٨٦٪    | ٤١:٣٧٫١   | ٣٥:٤٧٫٥      | ١٥      |
| أوكسانا ماسترز | —                   | LW12    | ١٠٠٪   | ٢٥:٢٤٫٧   | —            | —       |
| داني أرافيتش   | ١٠ كلم حر واقف      | LW8     | ٩٦٪    | ٤٧:٠٥٫٢   | ٤٥:١٢٫٢      | ٩       |
| غريس ميلر      | —                   | —       | —      | ٥٩:٢٩٫٣   | ٥٧:٠٦٫٥      | ١٦      |
| سيدني بيترسون  | —                   | LW9     | ٨٩٪    | ٤٧:٣٠٫٨   | ٤٢:١٧٫٢      | ٦       |
| كيندال غريتش   | ١٥ كلم جلوس         | LW11.5  | ٩٦٪    | ٤٨:٢٢٫٣   | ٤٦:٢٦٫٢      | ٤       |
| أوكسانا ماسترز | —                   | LW12    | ١٠٠٪   | ٤٣:٣٨٫٨   | —            | —       |
| غريس ميلر      | ١٥ كلم كلاسيكي واقف | LW8     | ٩٢٪    | ١:٠٧:٤٧٫٨ | ١:٠٢:٢٢٫٤    | ٩       |
| سيدني بيترسون  | —                   | LW9     | ٨٨٪    | ٥٥:٤١٫١   | ٤٩:٠٠٫٢      | —       |

| الرياضي            | الحدث                   | إجمالي العامل | الزمن   | الزمن المعدل | الترتيب |
| ------------------ | ----------------------- | ------------- | ------- | ------------ | ------- |
| جيك أديكوف         |                         |               |         |              |         |
| الدليل: سام وود    |                         |               |         |              |         |
| دانيال كنوسن       |                         |               |         |              |         |
| أوكسانا ماسترز     |                         |               |         |              |         |
| سيدني بيترسون      | تتابع مختلط ٤ × ٢٫٥ كلم | ٣٣٥٪          | ٣١:٥٦٫١ | ٢٥:٥٩٫٣      | —       |
| كيندال غريتش       |                         |               |         |              |         |
| ماكس نلسون         |                         |               |         |              |         |
| الدليل: س. هاملتون |                         |               |         |              |         |
| روسلان ريتر        |                         |               |         |              |         |
| درو شيا            | تتابع مفتوح ٤ × ٢٫٥ كلم | ٣٦١٪          | ٣٧:٣٧٫٩ | ٣٣:٠٣٫٠      | ٩       |

| الرياضي            | الحدث                  | التصنيف | العامل  | التأهل  | نصف النهائي  | النهائي  |
| ------------------ | ---------------------- | ------- | ------- | ------- | ------------ | -------- |
|                    |                        |         |         | الزمن   | الزمن المعدل | الترتيب  |
| دانيال كنوسن       | العدو السريع، جلوس     | LW12    | ١٠٠٪    | ٢:٢٧.٢٦ | —            | ١٣       |
| آرون بايك          | LW11.5                 | ٩٦٪     | ٢:٣٣.١٣ | ٢:٢٧.٠٠ | ١٢ (تأهل)    | ٣:٠٩.٩   |
| جوش سويني          | LW12                   | ١٠٠٪    | ٢:٣٤.٢٢ | —       | ١٩           | لم يتأهل |
| روسلان ريتر        | العدو السريع، واقف     | LW8     | ٩٦٪     | ٣:٠١.٧٦ | ٢:٥٤.٤٩      | ٩ (تأهل) |
| درو شيا            |                        |         |         | ٣:٢٠.٧٩ | ٣:١٢.٧٦      | ٢١       |
| جيك أديكوف         |                        |         |         |         |              |          |
| الدليل: سام وود    | العدو السريع، ضعف بصري | B3      | ١٠٠٪    | ٢:٣٦.٧٢ | —            | ١ (تأهل) |
| ماكس نلسون         |                        |         |         |         |              |          |
| الدليل: س. هاملتون |                        |         |         | ٣:٠٠.٢٦ | ١٤           | لم يتأهل |

| الرياضي        | الحدث             | التصنيف | العامل | زمن التأهل | الزمن المعدل | الترتيب | زمن نصف النهائي | الزمن المعدل نصف النهائي | الترتيب | زمن النهائي | الزمن المعدل النهائي | الترتيب |
| -------------- | ----------------- | ------- | ------ | ---------- | ------------ | ------- | --------------- | ------------------------ | ------- | ----------- | -------------------- | ------- |
| ليرا دوديرلين  | العدو السريع جلوس | LW12    | 100%   | 3:15.62    | —            | 14      | —               | —                        | —       | —           | —                    | —       |
| كيندال غريتش   | —                 | LW11.5  | 96%    | 2:54.70    | 2:47.71      | 4 Q     | 3:43.4          | 3:34.5                   | 2 Q     | 3:46.4      | 3:37.3               | 5       |
| إيرين مارتن    | —                 | LW10    | 86%    | 4:01.10    | 3:27.35      | 16      | —               | —                        | —       | —           | —                    | —       |
| أوكسانا ماسترز | —                 | LW12    | 100%   | 2:42.54    | —            | 1 Q     | 3:26.2          | —                        | 1 Q     | 3:19.9      | —                    | —       |
| داني أرافيتش   | العدو السريع واقف | LW8     | 96%    | 3:33.99    | 3:25.43      | 8 Q     | 4:42.9          | 4:31.6                   | 4       | —           | —                    | 8       |
| غريس ميلر      | —                 | —       | —      | 4:03.93    | 3:54.17      | 14      | —               | —                        | —       | —           | —                    | —       |
| سيدني بيترسون  | —                 | LW9     | 89%    | 3:40.93    | 3:16.63      | 3 Q     | 4:59.0          | 4:26.1                   | 2 Q     | 4:43.3      | 4:12.1               | —       |

الولايات المتحدة شاركت في هوكي الجليد المساعد.
| الفريق                  | الحدث            | الدور التمهيدي | نتيجة الدور التمهيدي | ربع النهائي    | نتيجة ربع النهائي | نصف النهائي | نتيجة نصف النهائي | النهائي / مباراة المركز الثالث | نتيجة النهائي | الترتيب |
| ----------------------- | ---------------- | -------------- | -------------------- | -------------- | ----------------- | ----------- | ----------------- | ------------------------------ | ------------- | ------- |
| المنتخب الأمريكي الوطني | البطولة المفتوحة | كندا           | فوز 5–0              | كوريا الجنوبية | فوز 9–1           | إعفاء       | —                 | الصين                          | فوز 11–0      | —       |
|                         |                  |                |                      | كندا           | فوز 5–0           |             |                   |                                |               |         |

المنتخب الأمريكي كان من المفترض أن يواجه لجنة الألعاب البارالمبية الروسية (التي أعيد تسميتها لاحقًا إلى الرياضيين المحايدين بعد غزو أوكرانيا) قبل أن يُمنع الفريق الروسي من المشاركة.

## الولايات المتحدة في الألعاب البارالمبية الشتوية 2022
- رمز اللجنة الدولية البارالمبية: USA
- اللجنة الوطنية البارالمبية: اللجنة الأولمبية والبارالمبية للولايات المتحدة
- الموقع الإلكتروني: www.teamusa.org/US-Paralympics
- الموقع: بكين، الصين
- التواريخ: 4 مارس 2022 – 13 مارس 2022
- عدد المشاركين: 65 (50 رجال، 15 نساء) في 6 رياضات
- حاملو العلم في الافتتاح: تايلر كارتر، دانيل أومستيد
- حامل العلم في الختام: كيث جابل

## الميداليات
| نوع الميدالية | العدد |
| ------------- | ----- |
| ذهبية         | 6     |
| فضية          | 11    |
| برونزية       | 3     |
| الإجمالي      | 20    |

## سجل المشاركات في الألعاب البارالمبية الشتوية

### نتائج فريق الهوكي على الجليد البارالمبي 2022
| المركز | الفريق                    | لعب | فوز | فوز في الوقت الإضافي | خسارة في الوقت الإضافي | خسارة | أهداف لصالح الفريق | أهداف ضد الفريق | فارق الأهداف | نقاط | المرحلة المتقدمة |
| ------ | ------------------------- | --- | --- | -------------------- | ---------------------- | ----- | ------------------ | --------------- | ------------ | ---- | ---------------- |
| 1      | الولايات المتحدة          | 2   | 2   | 0                    | 0                      | 0     | 14                 | 1               | +13          | 6    | نصف النهائي      |
| 2      | كندا                      | 2   | 1   | 0                    | 0                      | 1     | 6                  | 5               | +1           | 3    |                  |
| 3      | كوريا الجنوبية            | 2   | 0   | 0                    | 0                      | 2     | 1                  | 15              | −14          | 0    | ربع النهائي      |
| -      | الرياضيون المحايدون (RPC) | 0   | 0   | 0                    | 0                      | 0     | 0                  | 0               | 0            | 0    | تم الاستبعاد     |

مباراة الهوكي بين الولايات المتحدة وكندا بتاريخ 5 آذار 2022:
| البند             | التفاصيل |
| ----------------- | --- |
| التاريخ           | 5 آذار 2022 |
| المكان            | استاد بكين الوطني الداخلي، بكين |
| النتيجة النهائية  | الولايات المتحدة 5 - 0 كندا |
| النتيجة حسب الشوط | الشوط 1: 2-0الشوط 2: 2-0الشوط 3: 1-0 |
| الأهداف           | 05:44 - بولس (فرمر، والاس) (PP)14:48 - رويلبال (فرمر)25:27 - جونز (والاس، جروف)28:57 - ميسيوفيتش (فرمر، بولس)41:26 - فرمر (مكي، ميسيوفيتش) |
| حراس المرمى       | جين لي (الولايات المتحدة)دومينيك لاروك (كندا)                                                                                              |
| الحكام            | حكم رئيسي: آدم كينغسميلحكام الخط: أووي لوتشكي، أندرياس لوندن، توني روندستروم                                                               |
| ركلات الجزاء      | الولايات المتحدة: 2 دقيقةكندا: 4 دقائق |
| عدد التسديدات     | الولايات المتحدة: 26 تسديدةكندا: 9 تسديدات                                                                                                 |

تفاصيل مباراة الهوكي بين الولايات المتحدة وكوريا الجنوبية بتاريخ 6 آذار 2022:
| البند             | التفاصيل |
| ----------------- | --- |
| التاريخ           | 6 آذار 2022 |
| الوقت             | 13:05 |
| المكان            | استاد بكين الوطني الداخلي، بكين |
| النتيجة النهائية  | كوريا الجنوبية 1 - 9 الولايات المتحدة |
| النتيجة حسب الشوط | الشوط 1: 0-5الشوط 2: 0-4الشوط 3: 1-0 |
| الأهداف           | 04:25 - والاس (ميسيوفيتش، نيكولز)08:58 - والاس (دودسون)09:43 - ميسيوفيتش (فرمر، نيكولز)11:03 - رويلبال (فرمر، والاس)13:53 - والاس (ميسيوفيتش، بولس)24:56 - جونز (زيتش، ديكويبك)26:51 - فرمر (ميسيوفيتش، بولس) (PP)28:27 - فرمر (رويلبال، بولس) (PP)29:47 - جونز (نيكولز، فرمر) (PP)33:21 - جونغ (كوريا الجنوبية) |
| حراس المرمى       | لي جاي-وونغ، تشوي هيوك-جون (كوريا الجنوبية)جين لي، غريفين لامار (الولايات المتحدة) |
| الحكام            | حكم رئيسي: جاكوب جرومسنحكام الخط: لويس بيلين، مات فيرجينباوم |
| ركلات الجزاء      | كوريا الجنوبية: 10 دقائقالولايات المتحدة: 2 دقائق |
| عدد التسديدات     | كوريا الجنوبية: 3 تسديداتالولايات المتحدة: 39 تسديدة |

مباراة الهوكي بين الولايات المتحدة والصين بتاريخ 11 آذار 2022:
| البند             | التفاصيل |
| ----------------- | --- |
| التاريخ           | 11 آذار 2022 |
| الوقت             | 20:05 |
| المكان            | استاد بكين الوطني الداخلي، بكين |
| الحضور            | 987 مشاهد |
| النتيجة النهائية  | الولايات المتحدة 11 - 0 الصين |
| النتيجة حسب الشوط | الشوط 1: 4-0الشوط 2: 5-0الشوط 3: 2-0 |
| الأهداف           | 05:23 - رويلبال (فرمر)05:55 - رويلبال (فرمر)08:45 - ميسيوفيتش (فرمر، زيتش)14:05 - رويلبال (فرمر، ميسيوفيتش) (PP)17:59 - ميسيوفيتش (بولس)19:47 - فرمر (ميسيوفيتش، رويلبال) (PP)22:31 - جونز (والاس، رويلبال) (PP)23:13 - فرمر (زيتش)27:40 - وودكي (زيتش، والاس) (PP)31:57 - رويلبال (والاس، جونز)33:02 - بولس |
| حراس المرمى       | جين لي، جريفين لامار (الولايات المتحدة)جي يانتشاو، وانغ وي (الصين) |
| الحكام            | حكم رئيسي: كيفين ويبينجرحكام الخط: مات فيرجينباوم، أندرياس لوندن |
| ركلات الجزاء      | الولايات المتحدة: 6 دقائقالصين: 12 دقيقة |
| عدد التسديدات     | الولايات المتحدة: 37 تسديدةالصين: 6 تسديدات |

مباراة الهوكي بين الولايات المتحدة وكندا بتاريخ 13 آذار 2022:
| البند             | التفاصيل |
| ----------------- | --- |
| التاريخ           | 13 آذار 2022 |
| الوقت             | 12:05 |
| المكان            | استاد بكين الوطني الداخلي، بكين |
| الحضور            | 1,012 مشاهد |
| النتيجة النهائية  | الولايات المتحدة 5 - 0 كندا |
| النتيجة حسب الشوط | الشوط 1: 2-0الشوط 2: 2-0الشوط 3: 1-0                                                                                                 |
| الأهداف           | 09:08 - فارمر (SH) (ضربة حرة)09:33 - رويلبال (SH) (ضربة حرة)17:39 - رويلبال (وودكي)22:51 - بولس (فارمر)35:57 - فارمر (بولس، رويلبال) |
| حراس المرمى       | جين لي (الولايات المتحدة)دومينيك لاروك (كندا)                                                                                        |
| الحكام            | حكم رئيسي: يعقوب جرومسنحكام الخط: أندرياس لوندن، يان فانيك                                                                           |
| ركلات الجزاء      | الولايات المتحدة: 10 دقائقكندا: 2 دقيقة                                                                                              |
| عدد التسديدات     | الولايات المتحدة: 20 تسديدةكندا: 16 تسديدة                                                                                           |

## مشاركة الولايات المتحدة في رياضة التزلج على الثلج
| الرياضي      | الفئة                          | الجولة 1 | الجولة 2 | أفضل زمن | الترتيب |
| ------------ | ------------------------------ | -------- | -------- | -------- | ------- |
| تايلر بيرديك | SB-LL1 (الساق اليسرى، مستوى 1) | 1:23.53  | 1:22.94  | 1:22.94  | 14      |
| نوح إليوت    | SB-LL1                         | 1:13.06  | 1:12.87  | 1:12.87  | 4       |
| مايك شولتز   | SB-LL1                         | 1:13.64  | 1:12.89  | 1:12.89  | 5       |
| كيث جابل     | SB-LL2 (الساق اليسرى، مستوى 2) | 1:10.92  | 1:11.58  | 1:10.92  | 7       |
| زاكاري ميلر  | SB-LL2                         | 1:14.47  | 1:14.11  | 1:14.11  | 15      |
| إيفان سترونغ | SB-LL2                         | 1:10.74  | 1:11.84  | 1:10.74  | 5       |
| مايك مينور   | SB-UL (الذراع العليا)          | 1:12.16  | 1:12.15  | 1:12.15  | 8       |
| مايكل سبيفي  | SB-UL                          | 1:17.94  | 1:17.75  | 1:17.75  | 15      |

## فئة النساء
| اللاعبة      | الفعالية           | الجولة الأولى | الجولة الثانية | الأفضل  | الترتيب |
| ------------ | ------------------ | ------------- | -------------- | ------- | ------- |
| بريتاني كوري | بانكد سلام، SB-LL2 | 1:51.34       | 1:22.30        | 1:22.30 | 9       |
| برينا هوكابي |                    | 1:18.13       | 1:17.28        | 1:17.28 | —       |
| كاتلين مادري | لم تشارك (DNS)     | —             | —              | —       | —       |

## فئة الرجال
| الرياضي      | الفعالية                   | التوقيت التمهيدي | الربع النهائي | نصف النهائي | النهائي      | التوقيت | الترتيب |
| ------------ | -------------------------- | ---------------- | ------------- | ----------- | ------------ | ------- | ------- |
| نواه إليوت   | سباق تزلج على اللوح SB-LL1 | 1:07.32          | 5             | 2 تأهل      | 3 نهائي صغير | 2       | 6       |
| مايك شولتز   |                            | 1:05.73          | 3             | 1 تأهل      | 1 نهائي كبير | 2       | —       |
| كيث جابل     | سباق تزلج على اللوح SB-LL2 | 1:02.83          | 5 تأهل        | 1 تأهل      | 3 نهائي صغير | 3       | 7       |
| جاريت جيروس  |                            | 1:02.46          | 2 تأهل        | 1 تأهل      | 2 نهائي كبير | 2       | —       |
| زاكاري ميلر  |                            | 1:07.11          | 15 تأهل       | 3           | لم يتأهل     | 15      | —       |
| مايك مينور   | سباق تزلج على اللوح SB-UL  | 1:03.96          | 8 تأهل        | 3           | لم يتأهل     | 11      | —       |
| مايكل سبايفي |                            | 1:12.06          | 17            | لم يتأهل    | —            | —       | —       |

| الرياضية     | الفعالية                   | التوقيت التمهيدي | الربع النهائي | نصف النهائي | النهائي      | التوقيت | الترتيب |
| ------------ | -------------------------- | ---------------- | ------------- | ----------- | ------------ | ------- | ------- |
| بريتاني كوري | سباق تزلج على اللوح SB-LL2 | 1:13.04          | 5             | 2 تأهل      | 3 نهائي صغير | 1       | 5       |
| برينا هوكابي |                            | 1:11.13          | 2             | 1 تأهل      | 2 نهائي كبير | 3       | —       |
| كاتلين مادري |                            | 1:27.63          | 13            | 3           | لم تتأهل     | 13      | —       |

## لعبة الكيرلنغ على الكراسي المتحركة
الولايات المتحدة شاركت في لعبة الكيرلنغ على الكراسي المتحركة.
| الرياضيون                                                             | الفعالية         | الدور التمهيدي (Round Robin) | نصف النهائي | النهائي / مباراة تحديد المركز |
| --------------------------------------------------------------------- | ---------------- | ---------------------------- | ----------- | ----------------------------- |
| ماثيو ثامس، ستيفن إمت، ديفيد سامسا، أويونا أورانتشيميغ، باميلا ويلسون | البطولة المختلطة | ضد سلوفاكيا (خسارة 3–9)      |             |                               |
| ضد بريطانيا العظمى (خسارة 6–10)                                       |                  |                              |             |                               |
| ضد إستونيا (فوز 9–6)                                                  |                  |                              |             |                               |
| ضد كندا (خسارة 4–7)                                                   |                  |                              |             |                               |
| ضد النرويج (فوز 6–5)                                                  |                  |                              |             |                               |
| ضد الصين (خسارة 2–10)                                                 |                  |                              |             |                               |
| ضد سويسرا (فوز 8–5)                                                   |                  |                              |             |                               |
| ضد لاتفيا (فوز 8–7)                                                   |                  |                              |             |                               |
| ضد السويد (خسارة 7–10)                                                |                  |                              |             |                               |
| ضد كوريا (فوز 7–6)                                                    | 5                | لم تتأهل إلى نصف النهائي     |             |                               |

| الدولة           | القائد             | الفوز | الخسارة | سجل الفوز-الخسارة | النقاط المسجلة (PF) | النقاط المستقبلة (PA) | الرميات الفائزة (EW) | الرميات الخاسرة (EL) | BE | SE | نسبة الفوز (S%) | DSC    |
| ---------------- | ------------------ | ----- | ------- | ----------------- | ------------------- | --------------------- | -------------------- | -------------------- | -- | -- | --------------- | ------ |
| الصين            | وانغ هايتاو        | 8     | 2       | –                 | 68                  | 39                    | 36                   | 28                   | 2  | 13 | 71%             | 122.32 |
| سلوفاكيا         | رادوسلاف دوريš     | 7     | 3       | 2–0               | 65                  | 57                    | 40                   | 33                   | 1  | 16 | 65%             | 95.19  |
| السويد           | فيليو بيترسون-داهل | 7     | 3       | 1–1               | 66                  | 52                    | 37                   | 35                   | 3  | 18 | 68%             | 91.08  |
| كندا             | مارك إيديسون       | 7     | 3       | 0–2               | 69                  | 50                    | 36                   | 33                   | 2  | 11 | 71%             | 95.29  |
| الولايات المتحدة | ماثيو ثامس         | 5     | 5       | 1–0               | 60                  | 75                    | 32                   | 39                   | 2  | 6  | 60%             | 70.98  |
| كوريا الجنوبية   | جو سيونغ-نام       | 5     | 5       | 0–1               | 64                  | 59                    | 35                   | 37                   | 0  | 11 | 64%             | 103.20 |
| النرويج          | جوستين ستوردال     | 4     | 6       | 2–0               | 60                  | 64                    | 37                   | 38                   | 2  | 13 | 64%             | 107.82 |
| بريطانيا العظمى  | هيو نيبلوي         | 4     | 6       | 1–1               | 67                  | 56                    | 37                   | 36                   | 0  | 16 | 62%             | 134.75 |
| لاتفيا           | بولينا روزكوفا     | 4     | 6       | 0–2               | 61                  | 71                    | 40                   | 32                   | 0  | 18 | 63%             | 100.43 |
| إستونيا          | أندريه كويتماي     | 3     | 7       | –                 | 51                  | 69                    | 32                   | 41                   | 2  | 13 | 61%             | 106.21 |
| سويسرا           | لوران كنيوبوهل     | 1     | 9       | –                 | 48                  | 87                    | 32                   | 42                   | 0  | 8  | 56%             | 109.27 |

| المركز | الدولة           | مقابل كندا | مقابل الصين | مقابل إستونيا | مقابل بريطانيا | مقابل لاتفيا | مقابل النرويج | مقابل سلوفاكيا | مقابل كوريا الجنوبية | مقابل السويد | مقابل سويسرا | مقابل الولايات المتحدة |
| ------ | ---------------- | ---------- | ----------- | ------------- | -------------- | ------------ | ------------- | -------------- | -------------------- | ------------ | ------------ | ---------------------- |
| 4      | كندا             | —          | 7–3         | 9–3           | 6–3            | 10–3         | 7–6           | 8–9            | 4–9                  | 3–6          | 8–4          | 7–4                    |
| 1      | الصين            | 3–7        | —           | 9–3           | 6–3            | 9–2          | 7–4           | 7–5            | 9–4                  | 1–5          | 7–4          | 10–2                   |
| 10     | إستونيا          | 3–9        | 3–9         | —             | 5–10           | 6–5          | 8–3           | 6–7            | 2–5                  | 4–6          | 8–6          | 6–9                    |
| 8      | بريطانيا         | 3–6        | 3–6         | 10–5          | —              | 8–4          | 5–7           | 3–7            | 6–8                  | 4–6          | 15–1         | 10–6                   |
| 9      | لاتفيا           | 3–10       | 2–9         | 5–6           | 4–8            | —            | 6–8           | 8–4            | 8–4                  | 9–7          | 9–7          | 7–8                    |
| 7      | النرويج          | 6–7        | 4–7         | 3–8           | 7–5            | 8–6          | —             | 9–3            | 4–9                  | 6–8          | 8–5          | 5–6                    |
| 2      | سلوفاكيا         | 9–8        | 5–7         | 7–6           | 7–3            | 4–8          | 3–9           | —              | 7–2                  | 6–5          | 8–6          | 9–3                    |
| 6      | كوريا الجنوبية   | 9–4        | 4–9         | 5–2           | 8–6            | 4–8          | 9–4           | 2–7            | —                    | 10–4         | 7–8          | 6–7                    |
| 3      | السويد           | 6–3        | 5–1         | 6–4           | 6–4            | 7–9          | 8–6           | 5–6            | 4–10                 | —            | 9–2          | 10–7                   |
| 11     | سويسرا           | 4–8        | 4–7         | 6–8           | 1–15           | 7–9          | 5–8           | 6–8            | 8–7                  | 2–9          | —            | 5–8                    |
| 5      | الولايات المتحدة | 4–7        | 2–10        | 9–6           | 6–10           | 8–7          | 6–5           | 3–9            | 7–6                  | 7–10         | 8–5          | —                      |

شرح:
- الأرقام مثل "7–3" تعني أن الفريق في الصف فاز 7 مرات وخسر 3 مرات ضد الفريق في العمود.
- العلامة "—" تعني أنه لا يوجد مباراة ضد نفس الفريق (أي الفريق نفسه).

## نتائج مباريات فريق الولايات المتحدة في الدور التمهيدي في بطولة الكيرلنغ على الكراسي المتحركة:
| التاريخ         | الجولة | الخصم          | نتيجة الأشواط (1-8) | النتيجة النهائية |
| --------------- | ------ | -------------- | ------------------- | ---------------- |
| السبت 5 مارس    | 1      | سلوفاكيا       | 2-4-0-1-0-1-1-X     | 9 – 3 (خسارة)    |
| السبت 5 مارس    | 2      | بريطانيا       | 2-1-0-2-0-1-0-0     | 6 – 10 (خسارة)   |
| الأحد 6 مارس    | 4      | إستونيا        | 0-3-0-0-4-0-0-2     | 9 – 6 (فوز)      |
| الاثنين 7 مارس  | 6      | كندا           | 0-0-1-0-0-1-2-X     | 4 – 7 (خسارة)    |
| الاثنين 7 مارس  | 8      | النرويج        | 1-0-0-0-1-0-2-2     | 6 – 5 (فوز)      |
| الثلاثاء 8 مارس | 11     | الصين          | 0-5-0-3-2-0-X-X     | 10 – 2 (خسارة)   |
| الأربعاء 9 مارس | 13     | سويسرا         | 1-3-0-0-1-0-0-3     | 8 – 5 (فوز)      |
| الأربعاء 9 مارس | 14     | لاتفيا         | 0-2-0-4-0-2-0-0     | 8 – 7 (فوز)      |
| الخميس 10 مارس  | 15     | السويد         | 2-0-0-0-4-1-0-X     | 7 – 10 (خسارة)   |
| الخميس 10 مارس  | 16     | كوريا الجنوبية | 0-2-0-1-0-2-0-2     | 7 – 6 (فوز)      |

### ملخص:
- الولايات المتحدة لعبت 10 مباريات في الدور التمهيدي.
- حققت 5 انتصارات و5 هزائم.
- انتصاراتها كانت على: إستونيا، النرويج، سويسرا، لاتفيا، وكوريا الجنوبية.
- خسائرها كانت أمام: سلوفاكيا، بريطانيا، كندا، الصين، والسويد.

## انظر ايضا
- الولايات المتحدة في الألعاب البارالمبية